# Johannes Scheuter
Johannes Petrus Scheuter (ur. 8 listopada 1880 w Amersfoort, zm. 7 sierpnia 1944 w Apeldoorn) – holenderski strzelec, olimpijczyk, medalista mistrzostw świata.
Uczestnik Letnich Igrzysk Olimpijskich 1924. Zajął 63. miejsce w karabinie dowolnym leżąc z 600 m (startowało 73 zawodników). 
Scheuter ma w dorobku 1 medal mistrzostw świata. W 1927 roku został wicemistrzem świata w karabinie wojskowym klęcząc z 300 m, przegrywając wyłącznie z Włochem Ricardo Ticchim.

## Wyniki

### Igrzyska olimpijskie
| Igrzyska   | Konkurencja                  | Wynik   | Miejsce | Źródło |
| ---------- | ---------------------------- | ------- | ------- | ------ |
| Paryż 1924 | Karabin dowolny leżąc, 600 m | 64 pkt. | 63      | [ 1 ]  |

### Medale na mistrzostwach świata
Opracowano na podstawie materiałów źródłowych:
| Mistrzostwa | Konkurencja                     | Wynik    | Miejsce |
| ----------- | ------------------------------- | -------- | ------- |
| Rzym 1927   | Karabin wojskowy klęcząc, 300 m | 154 pkt. |         |